# Tangjiahe
Tangjiahe nationale naturreservat blev skabt i 1978 og dækker et areal på 400 km², heraf 170 km² skov. Reservatet ligger i Qingchuan i den nordvestlige ende af Sichuan-bækkenet, på de sydøstvendte skråninger af Minshan bjergene, syd for Motian bjergkæden. Motiankæden mod nord når op i 3.000 meter højde, mens Dacaoping mod nordvest har en højde på 3.837 meter. Dalbunden ligger derimod under 1.500 meter højde.
Reservatet ligger i det tropiske monsunregnbælte, hvilket betyder et varmt og fugtigt, regnfyldt klima. Området er skovrigt med et naturligt landskab og en velbevaret vegetation, hvor højdeforskellene er meget tydelige. I bæltet mellem 2.200 og 3.200 meter findes nåleskov og tæt, subalpin nåleskov. En gennemgang af reservatet viste, at det har 2.422 arter af højere planter, deriblandt Cercidiphyllum, Liriodendron, Løn, Eucommia og mængder af Rododendron. Naturreservatet rummer 425 arter af hvirveldyr, herunder de nationalt beskyttede arter stor panda, Gylden stumpnæseabe (Rhinopithecus roxellana), takin, træleopard, glansfasan, blå ørefasan (Crossoptilon auritum), guldfasan og kæmpesalamander.
Naturreservatet har en betydelig bestand af stor panda, som er koncentreret i højder mellem 1.700 og 3.000 meter. Her er der rigeligt med Japansk Bambus (Pseudosasa japonica), som er bjørnenes væsentligste føde. I reservatet ligger Baixiongping Økologiske Station, en verdenskendt observationspost for stor panda.

## Eksterne links
- Officielt homesite for naturreservatet Arkiveret 6. oktober 2011 hos  Wayback Machine (engelsk)
- China.org: Giant panda wild habitat: Tangjiahe Nature Reserve (engelsk)

32°35′10.19″N 105°15′6.37″Ø / 32.5861639°N 105.2517694°Ø